# 秦嶺大熊貓
秦嶺大熊貓（学名：Ailuropoda melanoleuca qinlingensis）是大熊猫现存的两个亞種之一，於1960年代發現，1964年北京师范大学鄭光美首次提出，浙江大学生命科學學院方盛國的研究小組於2005年通過形態學以及分子生物學方法證實，並得到動物分類學權威刊物《美國哺乳動物學雜誌》確認。

## 分佈
秦嶺大熊猫主要在海拔1300至3000米的中國陝西省秦嶺山系南麓腹地繁衍，中心活動區域為佛坪國家級自然保護區，由此延伸至洋縣、周至、太白、寧陝、留壩等區域。據2004年完成的中國全國第3次大熊猫調查數據顯示，約有273隻野生成年大熊猫於秦嶺存活。

## 形態
秦嶺大熊猫與較常見的知名亞種——四川大熊猫（A. m. melanoleuca；包括四川、甘肅繁殖地的大熊猫）於12000年前開始隔絕在不同的分佈區，出現各自的演化史和遺傳基因上的差異。在遺傳學上，秦嶺大熊猫的遺傳基因更接近原始熊猫，而四川大熊猫演化的速度較快。在外形上，秦嶺大熊猫有暗棕色胸斑、棕色腹毛，頭骨較小而頭圓、臼齒較大、吻（鼻樑）短、臉闊、外觀好看。這也和四川大熊猫黑色胸斑、白色腹毛，頭骨較大而頭長、臼齒較小有顯著不同。

## 棕色熊猫
秦岭大熊猫以一些个体的毛色呈褐白相间而非平常所见到的黑白相间从而为人所知。截至2024年5月，秦岭发现过11次野生棕色大熊猫的踪迹。最早被发现的活体棕色熊猫为“丹丹”，其在1985年3月26日在佛坪自然保护区被发现，雌性，发现时已经病重，在抢救治疗后被送往西安动物园安置并圈养。1989年8月31日产下与“弯弯”交配后的雄性幼崽“秦秦”，但“秦秦”并没有如同“丹丹”一样的褐白相间的毛色。“丹丹”于2000年9月7日去世，得年27岁。第二只被圈养的棕色大熊猫则在2009年11月1日被佛坪县林业局发现，为一只被遗弃的浅棕色熊猫，救护人员赶到后发现其脱水严重，在2月龄左右。由于这只大熊猫宝宝太与众不同了，有点天外来客的感觉，与电影《长江七号》中的外星小怪兽“七仔”相似，有人提议后，便命名它为“七仔”。目前圈养在秦岭四宝科学公园，有两只熊仔，皆为雄性且没有遗传父亲的棕白色毛色。
关于为什么秦岭大熊猫会有些呈褐白相间的毛色，曾经一度有人认为是白化病。但在2024年3月5日最新发表的研究表明，通过遗传模式与分子机制研究推断，发现大熊猫的棕白色毛发是由常染色体隐性遗传模式控制。位于大熊猫1号染色体上的Bace2基因突变是其毛发颜色改变的遗传基础，并通过减小黑素体数量和大小的方式使得原本的黑色毛发呈现棕色。比如：两只正常黑白色的大熊猫如果携带棕色毛发基因（Bace2 +/-），就有概率产下棕白色后代（Bace2 -/-），而纯合子的黑白色大熊猫（Bace2 +/+）则无法产生棕白色后代。

## 生存困難
秦嶺大熊猫以箭竹、傘竹為主要食物。牠們面對的生存困難，包括來自自然界的競爭，例如野豬群大量繁殖，與大熊猫爭食竹筍；外來樹種落葉松蠶食竹林生長地。另外，人類活動例如林場開發也破壞其棲息地。佛坪國家級自然保護區與中國科學院動物研究所正建設秦嶺大熊猫野外研究基地，以便進行保育工作。

## 延伸閱讀
- Wan, Q.-H., H. Wu, and S.-G. Fang. 2005. A new subspecies of giant panda (Ailuropoda melanoleuca) from Shaanxi, China. Journal of Mammalogy 86: 397–402.

## 外部連結
- 回歸十周年賀禮/ 大熊猫─秦嶺之神奇，大公網，2006年12月11日。
- 陝派大熊猫生存狀況探秘 （页面存档备份，存于），華夏經緯網，2005年8月9日。